# Modau

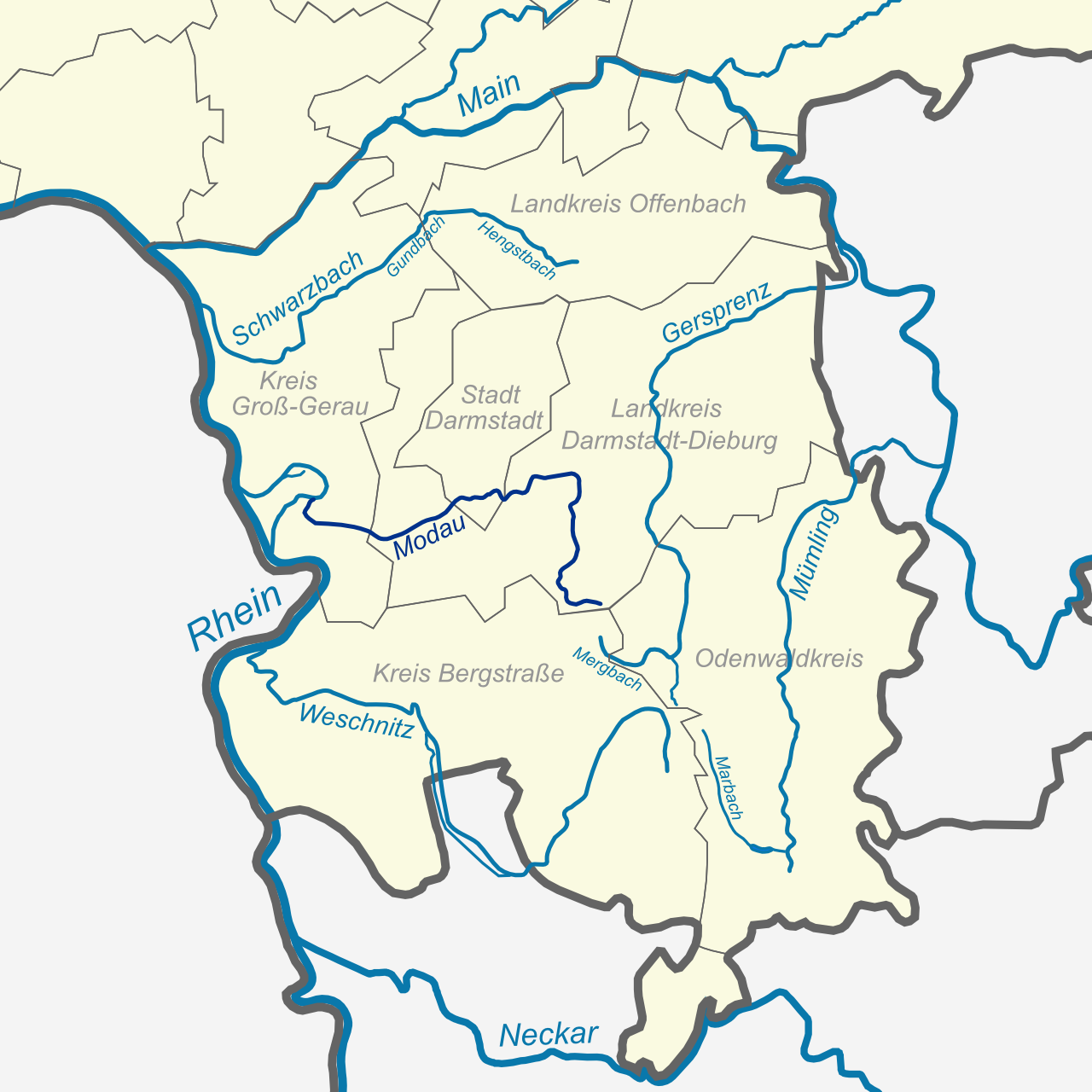
Verlauf der Modau

Die Modau ist ein etwa 44 km langer Nebenfluss des Rheins in Südhessen, der durch den Landkreis Darmstadt-Dieburg, die kreisfreie Stadt Darmstadt und den Kreis Groß-Gerau verläuft.

## Name
Erstmals urkundlich erwähnt wird die Modua 804 („iuxta fluvium Můtdaha“). Der Name beinhaltet die Endung -aha für „Fließgewässer“ sowie das im Mittelhochdeutschen belegte Wort mot für „schwarze torfartige Erde, Moor, Schlamm“.

## Geographie

### Verlauf

#### Quelle
Die Modau entspringt im Odenwald innerhalb des Geo-Naturparks Bergstraße-Odenwald. Ihre Quelle liegt bei Neunkirchen, einem Ortsteil von Modautal, auf dem Nordhang der Neunkircher Höhe (605 m ü. NHN) auf etwa 490 m Höhe; auf diese Stelle bezieht sich die Kilometrierung der Modau. Dem quellnahen Oberlauf der Modau fließt ein etwa 600 m langer Bach zu, der vom Nordosthang des Westergiebels (555 m) kommt, einer nördlichen Nebenkuppe der Neunkircher Höhe. Rund 900 m südwestlich der auf der Neunkircher Höhe liegenden Bachquelle befindet sich in gipfelnaher Lage des Gehrensteins (526,5 m), einer nordwestlichen Nebenkuppe der Neunkircher Höhe, eine weitere Quelle – die Modauquelle. Der dort entspringende Bach mündet nach knapp 1000 m Strecke östlich oberhalb von Brandau beim Flusskilometer 42,5 in den Modauoberlauf.

#### Oberlauf
Anfangs fließt die Modau in Richtung Westen und durch den Modautaler Ortsteil Brandau, um unmittelbar danach in nördliche Richtung abzuknicken. Sie verläuft dann durch die Modautaler Ortsteile Hoxhohl, wo der Wurzelbach zufließt, und durch Ernsthofen. Hiernach fließt die Modau im Stadtgebiet von Ober-Ramstadt durch Modau mit Ober-Modau, wonach der Neutscher Bach einmündet, und Nieder-Modau. Anschließend tangiert sie den Schloßberg (280 m) westlich und nimmt den Rohrbach auf. Kurz nach Durchfließen des Hochwasserrückhaltebeckens Ober-Ramstadt unterquert die Modau die Bundesstraße 426, die fortan abschnittsweise parallel zum Fluss verläuft. Dann durchläuft sie die Ober-Ramstädter Kernstadt und wird ein Stück von der Odenwaldbahn begleitet.
In Ober-Ramstadt knickt die Modau nach Westen ab und fließt dann durch Nieder-Ramstadt, einem Ortsteil der Gemeinde Mühltal, welche ihren Namen von den zahlreichen Mühlen in diesem Flussabschnitt hat. In der Ortschaft nimmt sie den Waschenbach auf. Etwas weiter westlich mündet der Beerbach ein.

#### Mittellauf
Hiernach verlässt die Modau den Geo-Naturpark Bergstraße-Odenwald und tritt in die Oberrheinische Tiefebene ein. Dort durchzieht sie Darmstadt-Eberstadt, nimmt den Hetterbach auf und unterquert anschließend einen gemeinsamen Abschnitt der Bundesstraßen 426 und 3, die Bundesautobahn 5 und die Bahnstrecke Frankfurt am Main–Heidelberg. Kurz darauf zweigt nach rechts der Sandbach ab. Dann verläuft der Fluss durch Pfungstadt und unterquert die Bundesautobahn 67. Nach der südlichen Passage des Pfungstädter Ortsteils Hahn überquert sie den Landgraben, um dann letztmals die B 426 und etwas weiter westlich die Bundesstraße 44 zu unterqueren.

#### Mündung
Nach anschließendem Unterqueren der Bahnstrecke Mannheim–Frankfurt am Main (Riedbahn) und Aufnahme des Fanggrabens macht die Modau einen Bogen um die einzige Ortschaft der Gemeinde Stockstadt am Rhein und knickt dabei in nördliche Richtung ab. Dann mündet sie nahe dem nordwestlichen Ortsrand bei dem Europa-Reservat Kühkopf-Knoblochsaue auf etwa 84 m Höhe in den Stockstadt-Erfelder Altrhein, ein rechtsseitiges Altgewässer des Rheins. Der Mündung gegenüber liegt die Stockstadter Gehöftgruppe Guntershausen.

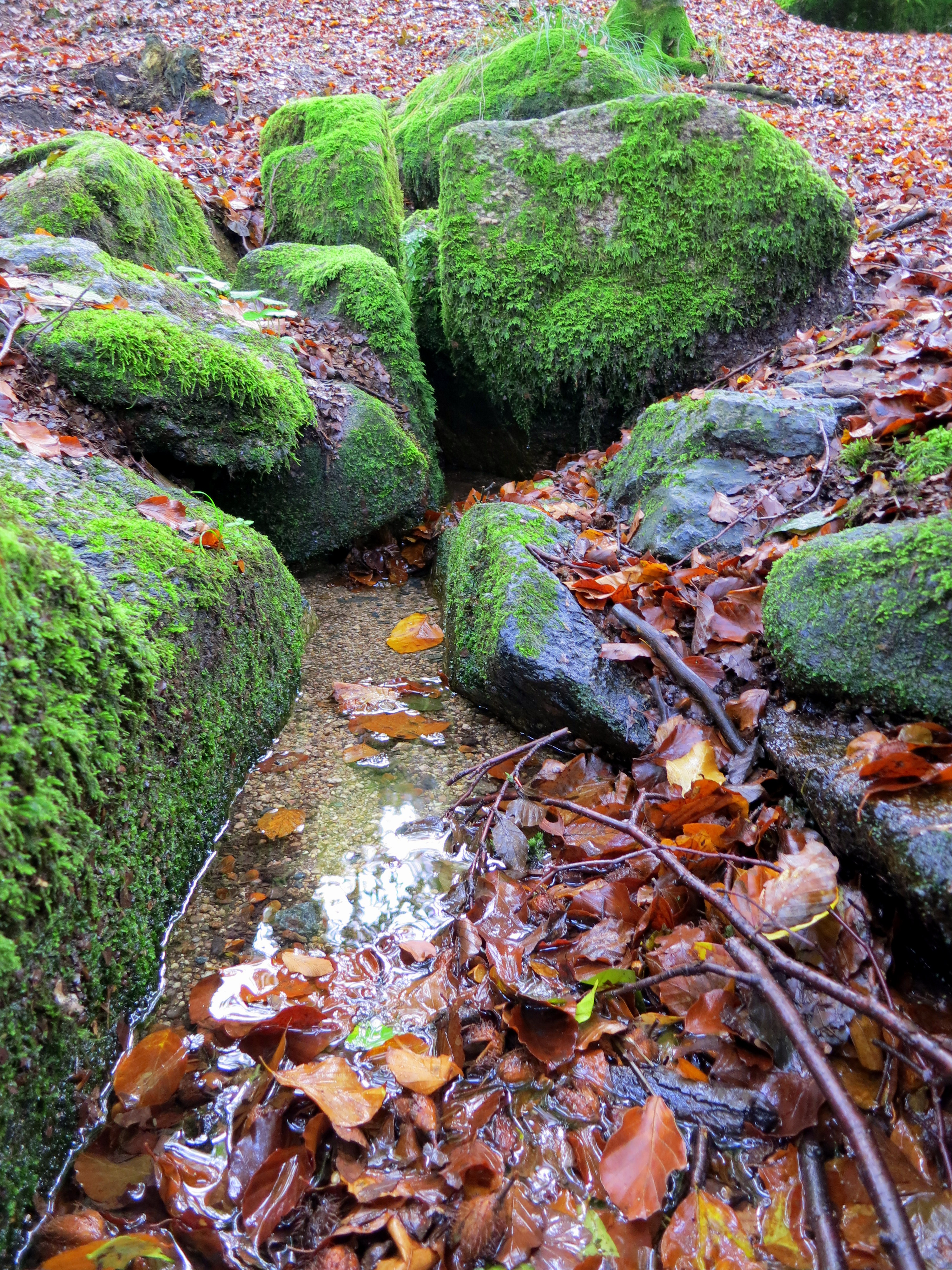
Die Modauquelle auf der Neunkircher Höhe
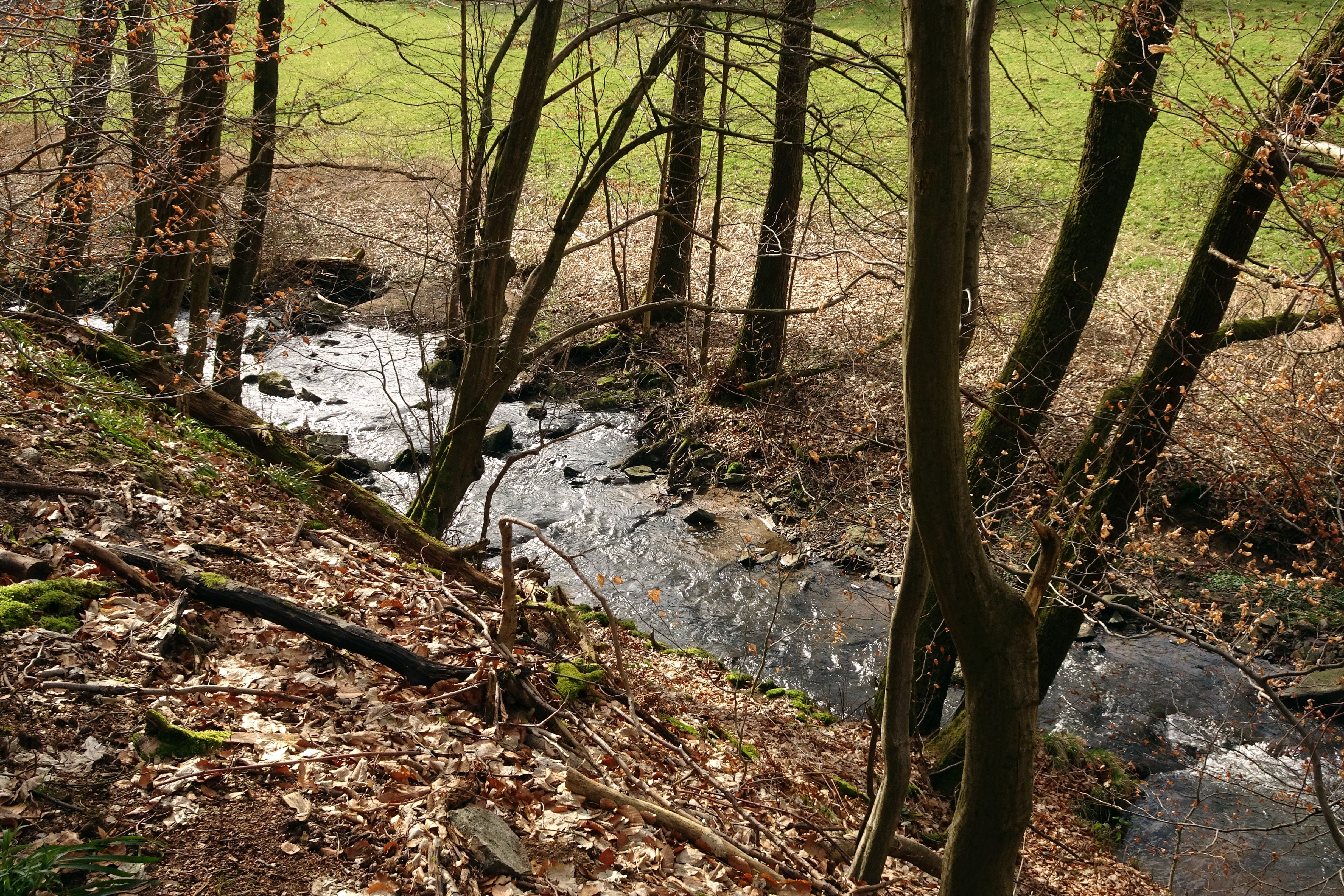
Naturnahe Modau zwischen Hoxhohl und Ernsthofen
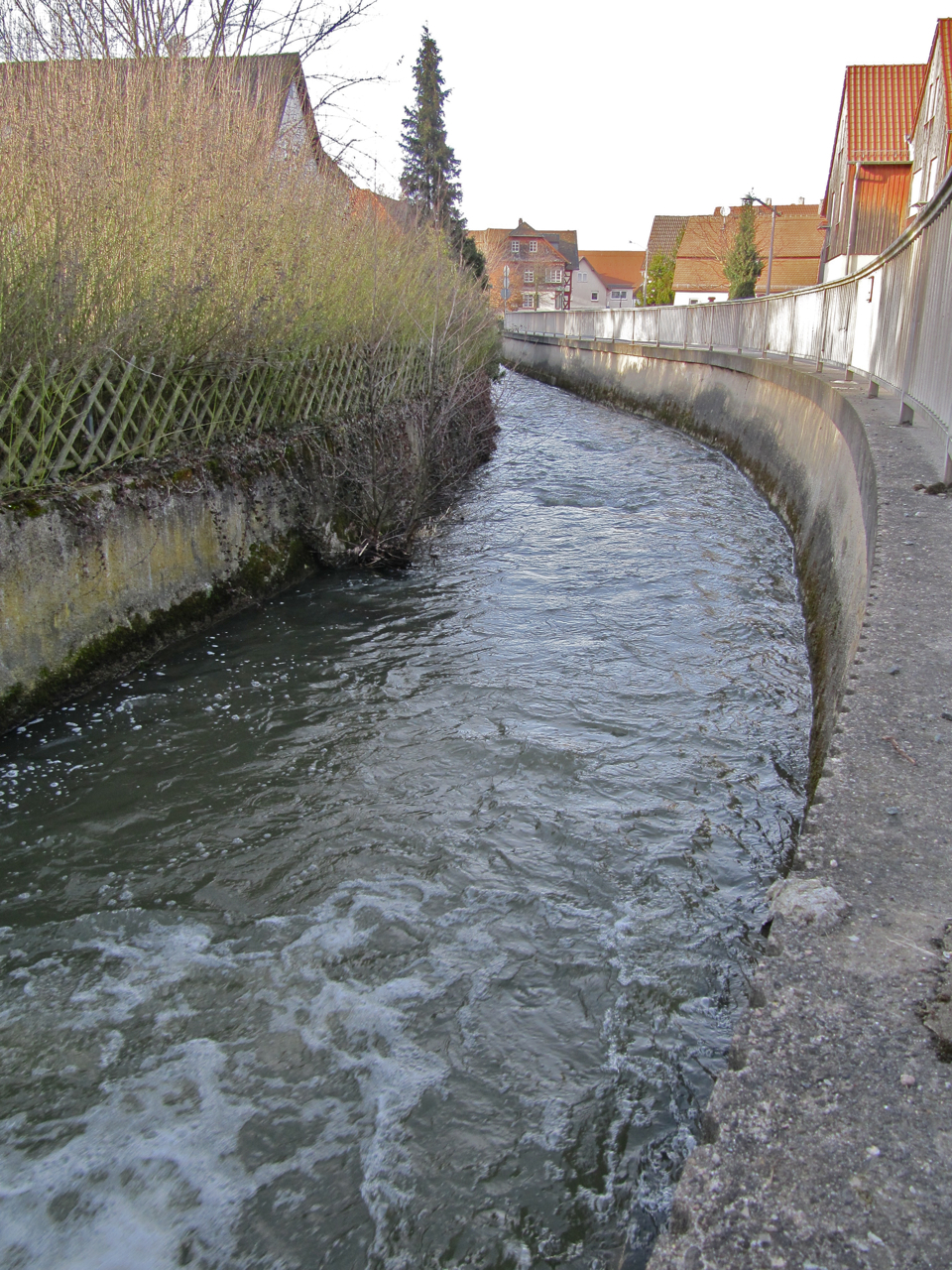
Kanalisierte Modau in Ober-Ramstadt
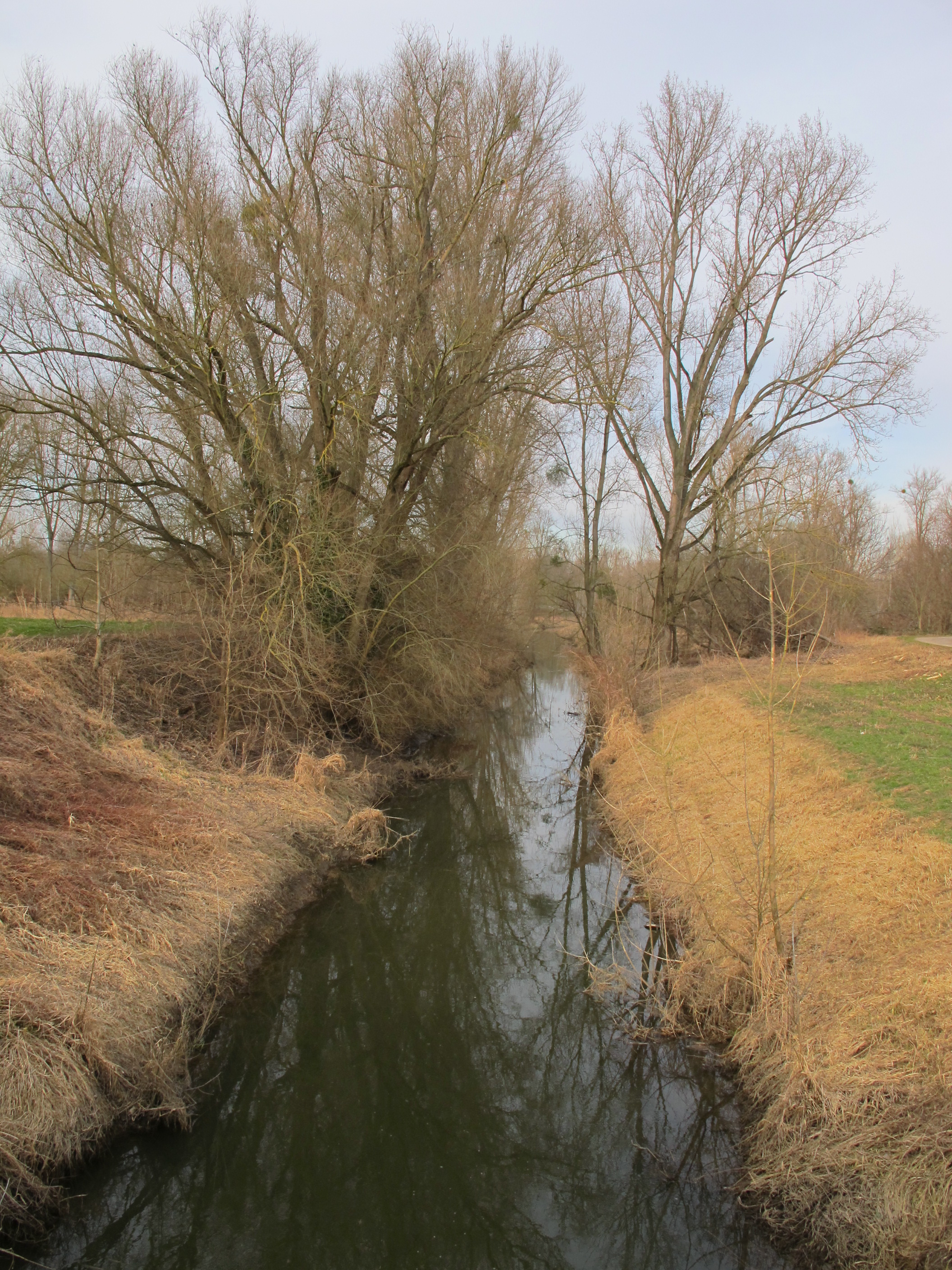
Die Modau bei Stockstadt am Rhein
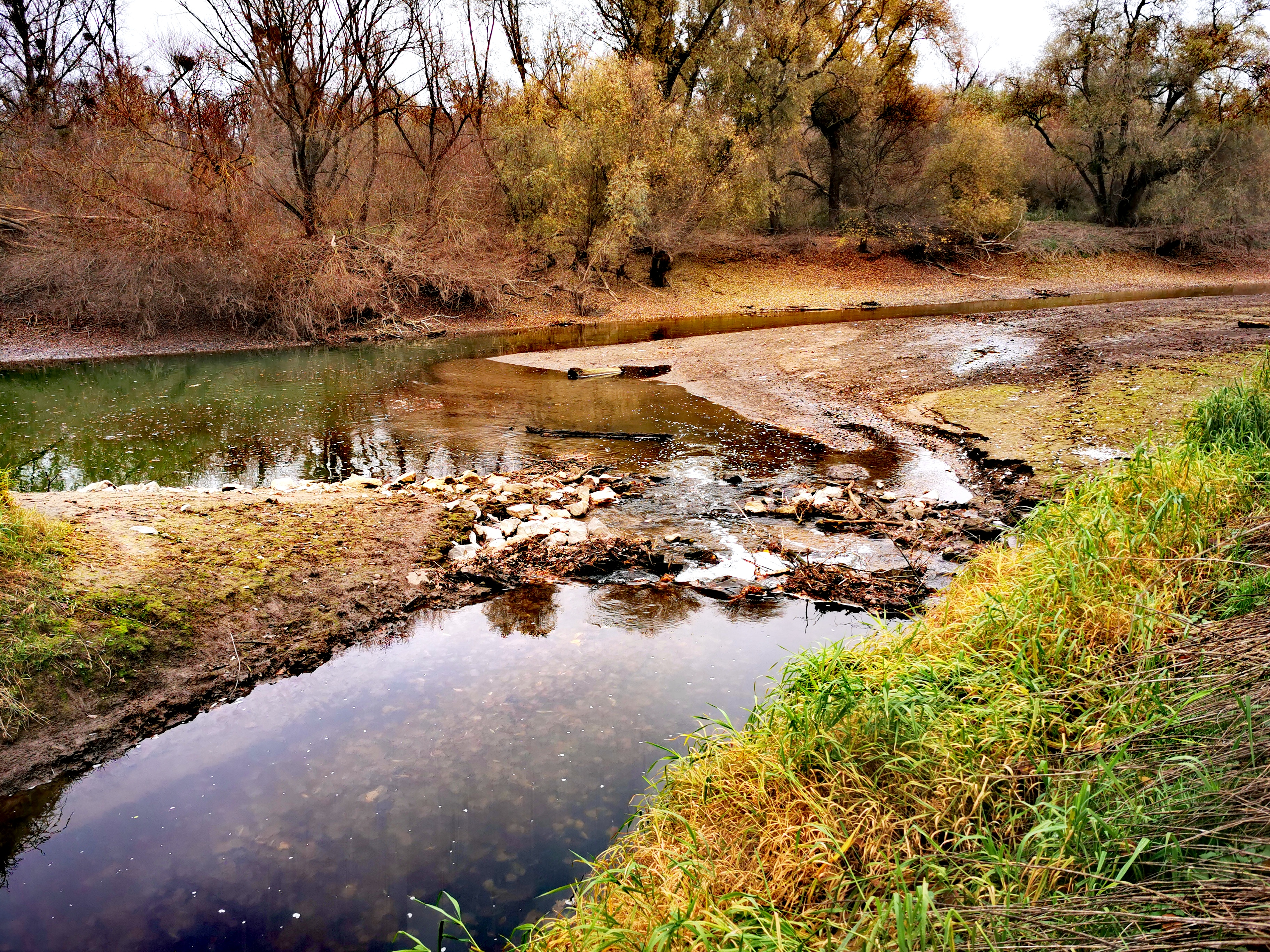
Modaumündung in den Altrhein bei Niedrigwasser

### Einzugsgebiet und Zuflüsse

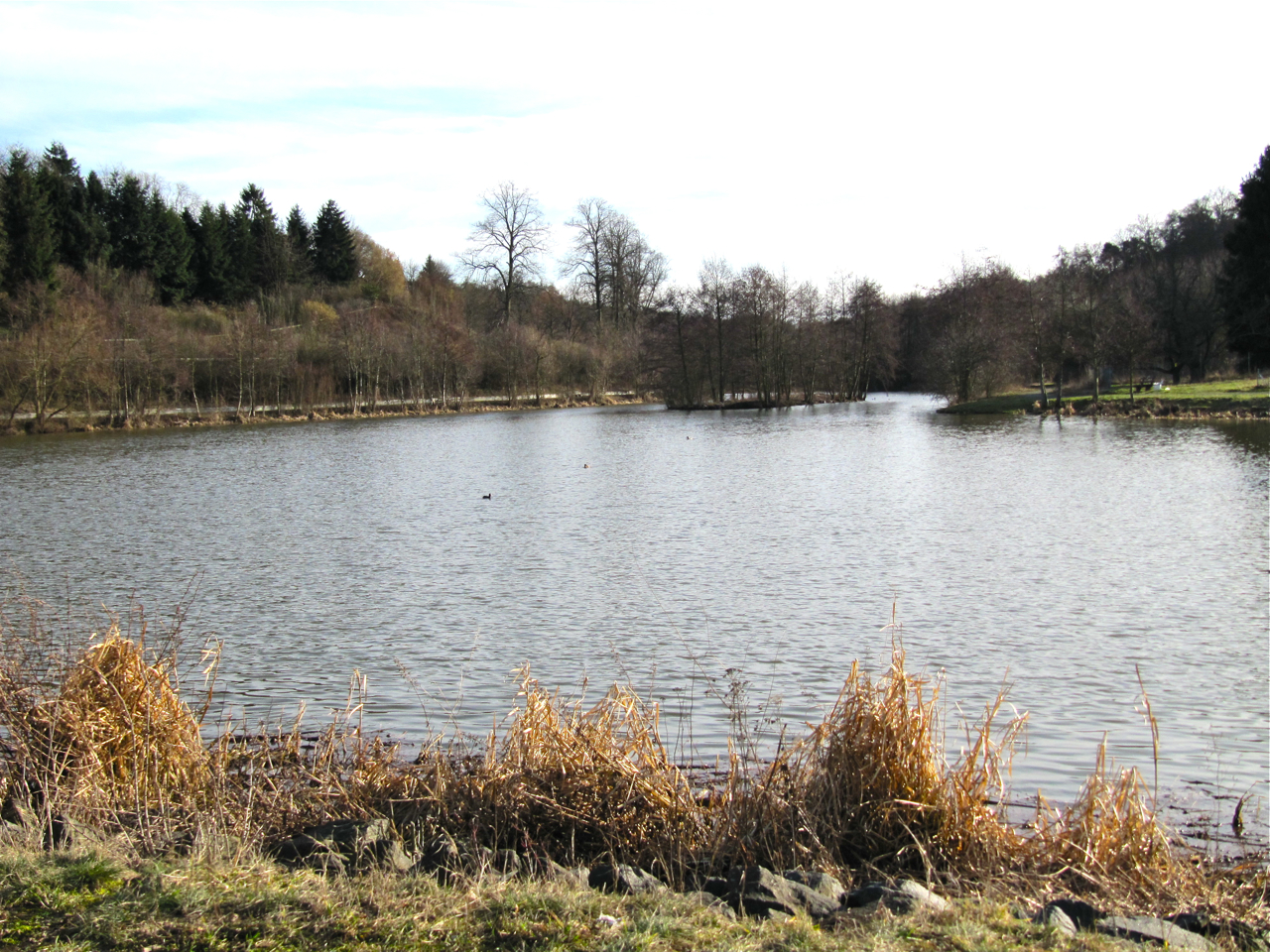
Hochwasserrückhaltebecken Ober-Ramstadt (Modau-Stausee)

Das Einzugsgebiet der Modau ist 205,45 km² groß; anderen Angaben zufolge sind es 203,85 km². Zu ihren Zuflüssen gehören bachabwärts betrachtet (laut im Tabellenkopf genannten Einzelnachweisen):
| Name                                                                                                | Seite  | Länge (km) | Quell-          | Mündungs-       | Mündungs- ort (Lage)    | Stat. (km) | EZG (km²) | GKZ        |
| Name                                                                                                | Seite  | Länge (km) | höhe (m ü. NHN) | höhe (m ü. NHN) | Mündungs- ort (Lage)    | Stat. (km) | EZG (km²) | GKZ        |
| --------------------------------------------------------------------------------------------------- | ------ | ---------- | --------------- | --------------- | ----------------------- | ---------- | --------- | ---------- |
| Bach von Rauhestein                                                                                 | links  | 01,5       | 405             | 318             | Brandau (i)             | 41,25      | ?         |            |
| Wurzelbach                                                                                          | links  | 03,7       | 365             | 275             | Hoxhohl (i)             | 38,45      | 06,44     | 2396214    |
| Bach an dem Wassergrund                                                                             | rechts | 01,1       | 275             | 245             | Ernsthofen (o)          | 35,80      | ?         | 23962-1594 |
| Neutscher Bach                                                                                      | links  | 04,1       | 335             | 225             | Modau (i)               | 32,05      | 05,47     | 23962-2    |
| Rohrbach                                                                                            | rechts | 02,6       | 255             | 215             | Neue Schloßmühle (n)    | 29,85      | ?         | 23962-3118 |
| Schwärzefloss                                                                                       | links  | 04,1       | 250             | 205             | Ober-Ramstadt (i)       | 28,55      | ?         | 23962-3312 |
| Bach vom Rödersberg                                                                                 | rechts | 01,1       | 235             | 199             | Ober-Ramstadt (i)       | 27,45      | ?         | 23962-3318 |
| Bach im/vom Seesengrund/-berg                                                                       | rechts | 01,3       | 230             | 199             | Ober-Ramstadt (i)       | 26,55      | ?         | 23962-3392 |
| Faulbach                                                                                            | links  | 00,9       | 220             | 195             | Ober-Ramstadt (u)       | 26,15      | ?         | 23962-3394 |
| Ohlebach (Traisaer Bach)                                                                            | rechts | 02,6       | 219             | 180             | Nieder-Ramstadt (i)     | 24,30      | ?         | 23962-354  |
| Waschenbach                                                                                         | links  | 04,7       | 315             | 163             | Nieder-Ramstadt (i)     | 22,85      | 06,37     | 23962-36   |
| Stettbach                                                                                           | rechts | 01,9       | 190             | 158             | Nieder-Ramstadt (n)     | 22,20      | ?         | 23962-392  |
| Beerbach (Mordach)                                                                                  | links  | 08,7       | 370             | ?               | Engelsmühle (o)         | 20,35      | 11,99     | 23962-4    |
| Hetterbach                                                                                          | rechts | 01,8       | 195             | 0147            | Darmstadt-Eberstadt (b) | ?          | ?         | 23962-516  |
| Fanggraben                                                                                          | links  | 19,1       | 375             | 087             | Stockstadt am Rhein (g) | 02,85      | 76,59     | 23962-8    |
| Eingangsgraben                                                                                      | links  | 04,0       | 086             | 085             | Stockstadt am Rhein (g) | 00,65      | ?         | 23962-4    |
| Abkürzungen (Lage): o = oberhalb vom, i = im, u = unterhalb vom, b = beim, n = nahe dem Mündungsort |        |            |                 |                 |                         |            |           |            |

### Hochwasserrückhaltebecken und Abzweig
Oberhalb von Ober-Ramstadt durchfließt die Modau das Hochwasserrückhaltebecken Ober-Ramstadt, das nicht nur bei Hochwasser Zufluss aufnehmen und dadurch den Durchfluss der Modau unterhalb verringern soll, sondern in dem auch dauerhaft der gewöhnlich etwa 3 ha große Modau-Stausee angestaut bleibt.
Neben ihren zahlreichen Zuflüssen hat die Modau auch einen Abzweig, den Sandbach, der in der Oberrheinischen Tiefebene zwischen Eberstadt und Pfungstadt von der Modau nach rechts abfließt. Der Sandbach wurde vor Jahrhunderten künstlich angelegt – erstmals ist er 1441 im Zusammenhang mit Pfungstadt urkundlich erwähnt – um bei Hochwasser der Modau einen Teil der Wassermassen abzuleiten und dem Rückstau des Rheins in das alte Neckarbett entgegenzuwirken. Das Fließgewässer heißt im Unterlauf Schwarzbach. Es mündet zwischen Stockstadt am Rhein und Goddelau in den Stockstadt-Erfelder Altrhein.

### Ortschaften
Die Modau durchfließt von der Quelle im Odenwald bis zur Mündung in den Altrhein folgende Ortschaften:
- Modautal-Brandau
- Modautal-Hoxhohl
- Modautal-Ernsthofen
- Ober-Ramstadt-Modau (Ober-Modau und Nieder-Modau)
- Ober-Ramstadt (Kernstadt)
- Mühltal-Nieder-Ramstadt
- Mühltal-In der Mordach
- Darmstadt-Eberstadt
- Pfungstadt (Kernstadt)
- Pfungstadt-Hahn
- Stockstadt am Rhein

## Fische
Folgende Fischarten kommen in der Modau vor: Barsch, Flussbarsch, Döbel, Aitel, Rotauge, Schmerle, Bachforelle, Stichling, Bitterling, Barbe, Rapfen und Gründling.

## Mühlen

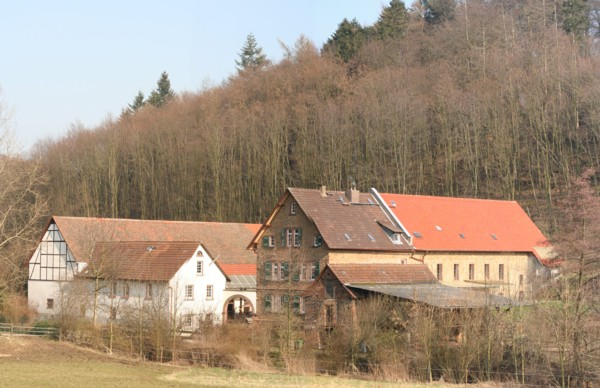
Alte Schlossmühle Nieder-Modau

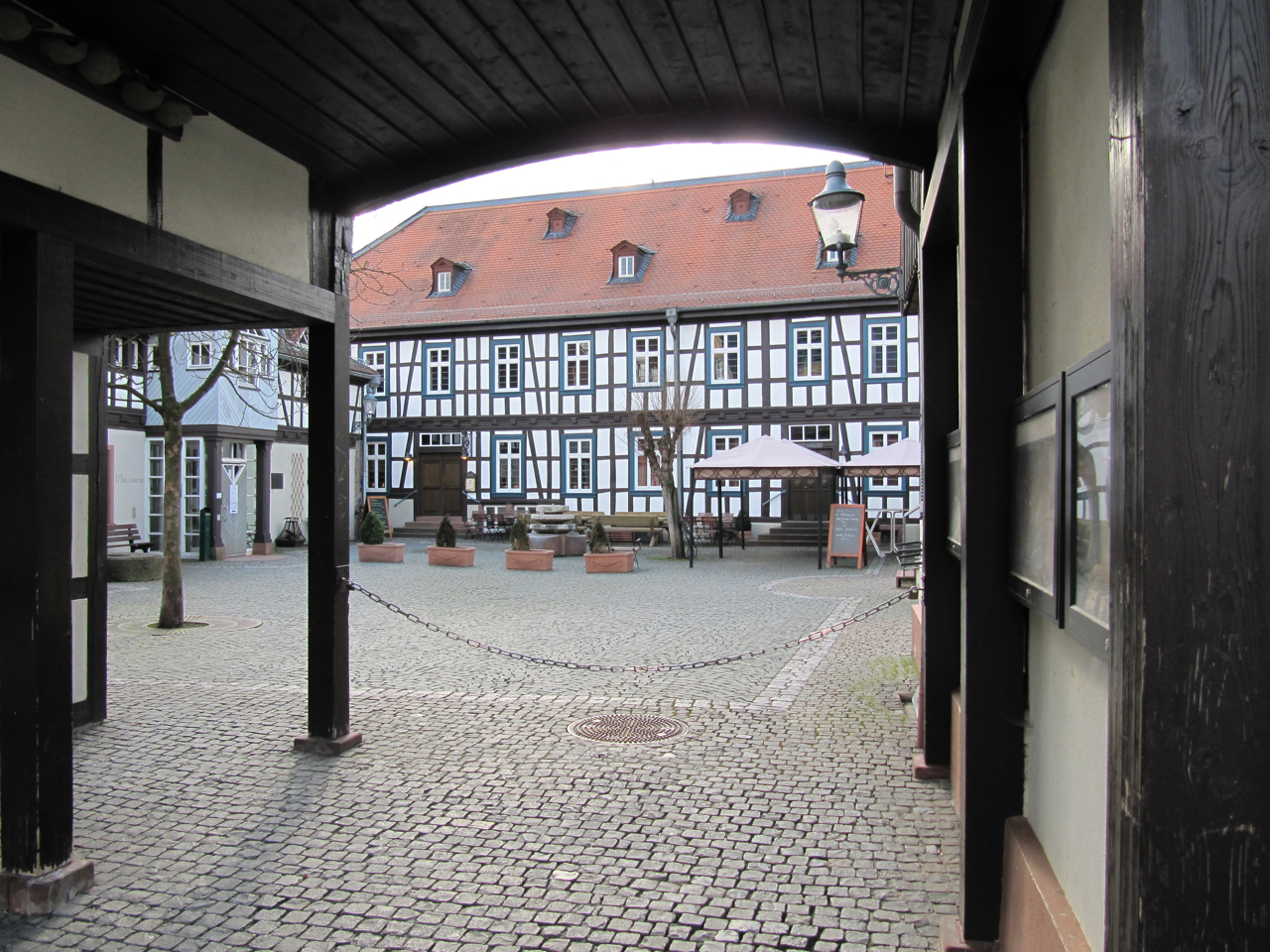
Hammermühle in Ober-Ramstadt

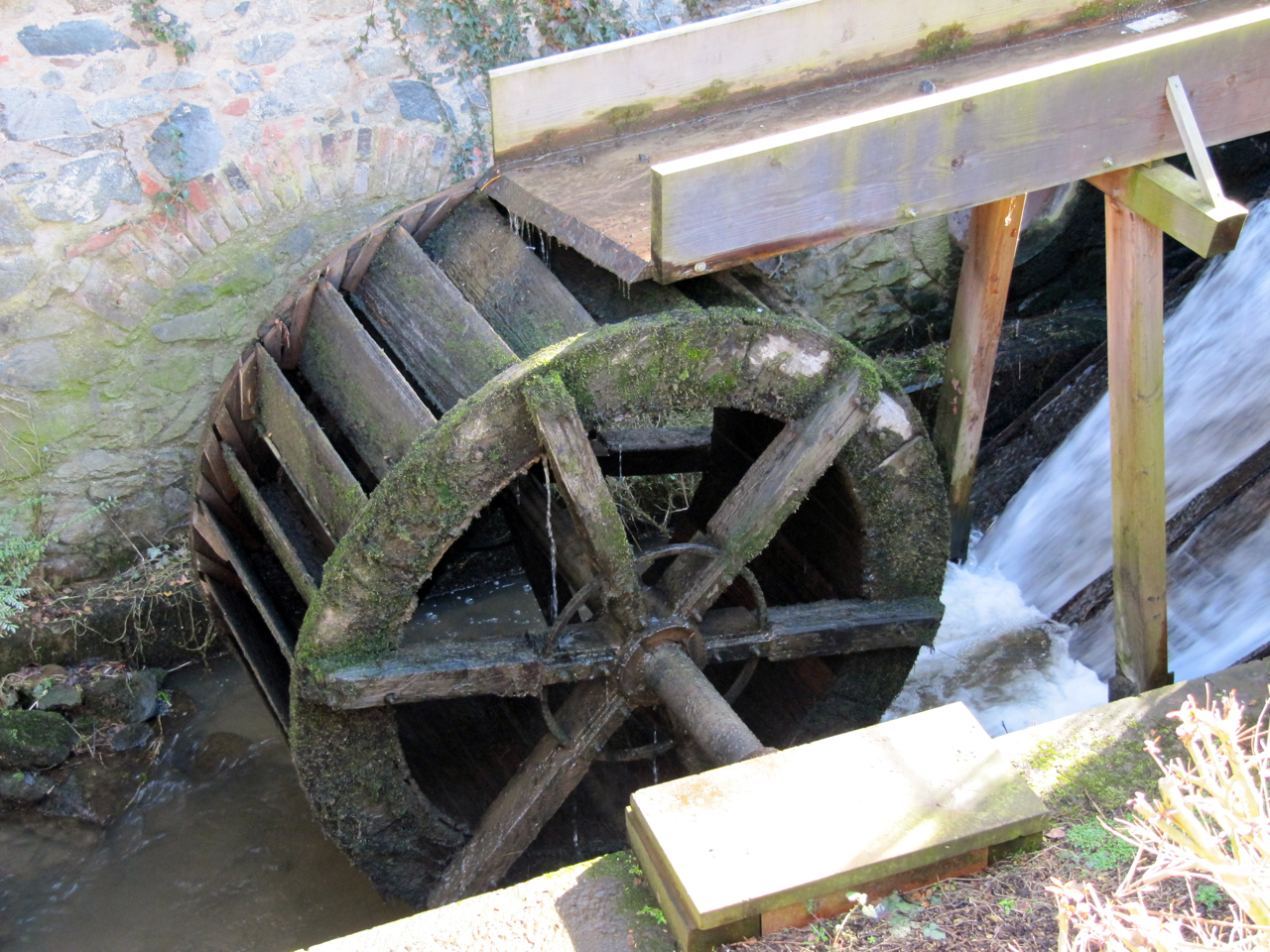
Mühlrad der Hammermühle in Ober-Ramstadt

An der Modau und ihren Zuflüssen lagen einst zahlreiche Mühlen. An die 70 sind bezeugt, ein großer Teil davon, ca. 30, am mittleren Teil der Modau. Daher hat die Gemeinde Mühltal ihren Namen erhalten. Das wirtschaftliche und soziale Gefüge wurde hier von dem Müller- und Bäckergewerbe geprägt. Die zahlreichen Bäcker in Nieder-Ramstadt und Traisa verdienten ihren Lebensunterhalt mit der Erzeugung und dem regionalen, wie überregionalen Handel von Backwaren. Wohlhabende Müller wurden wegen ihres wirtschaftlichen Erfolges und hohen Ansehens als Bachprinzen bezeichnet.

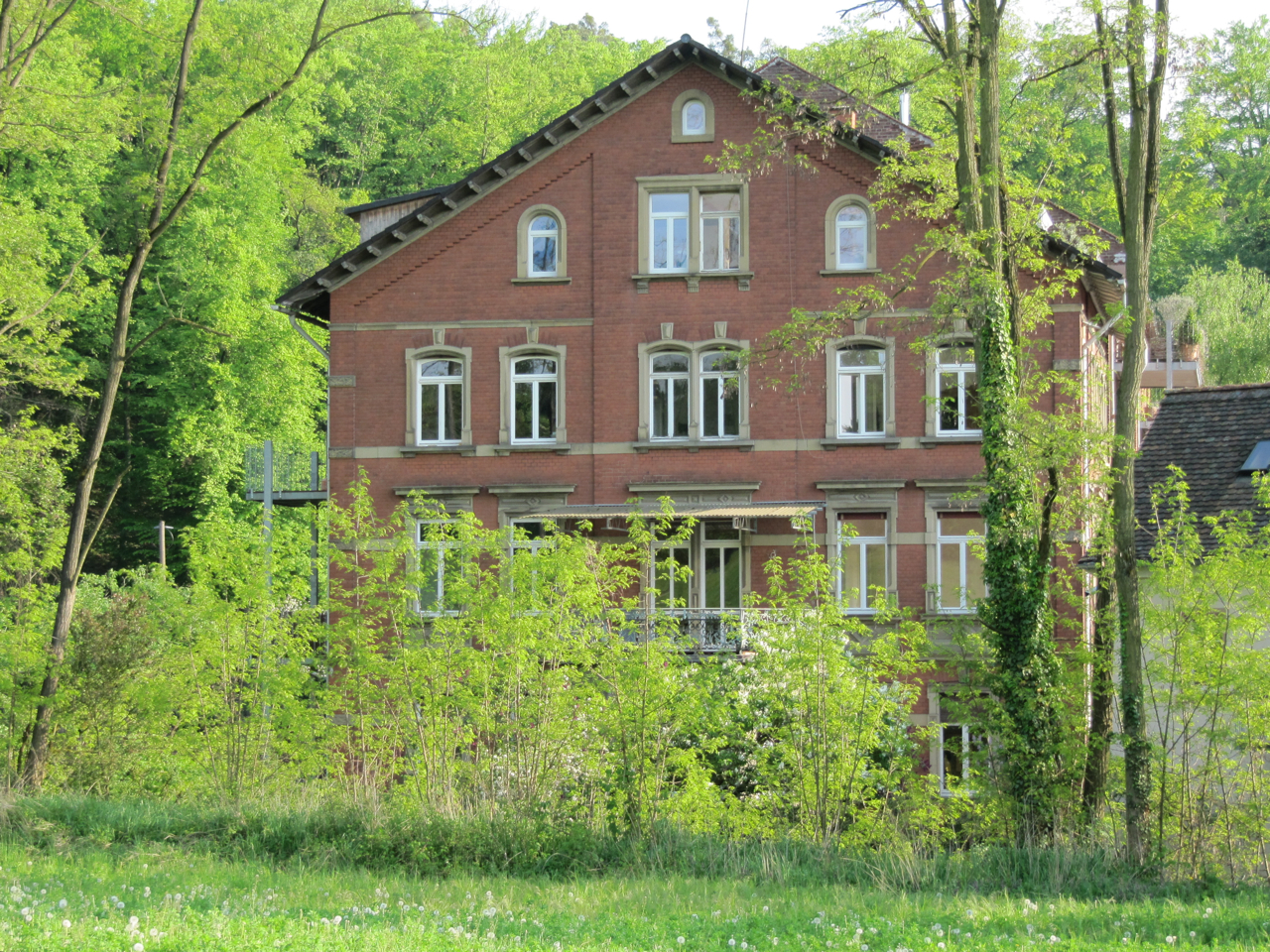
Neue Kaisermühle in Eberstadt

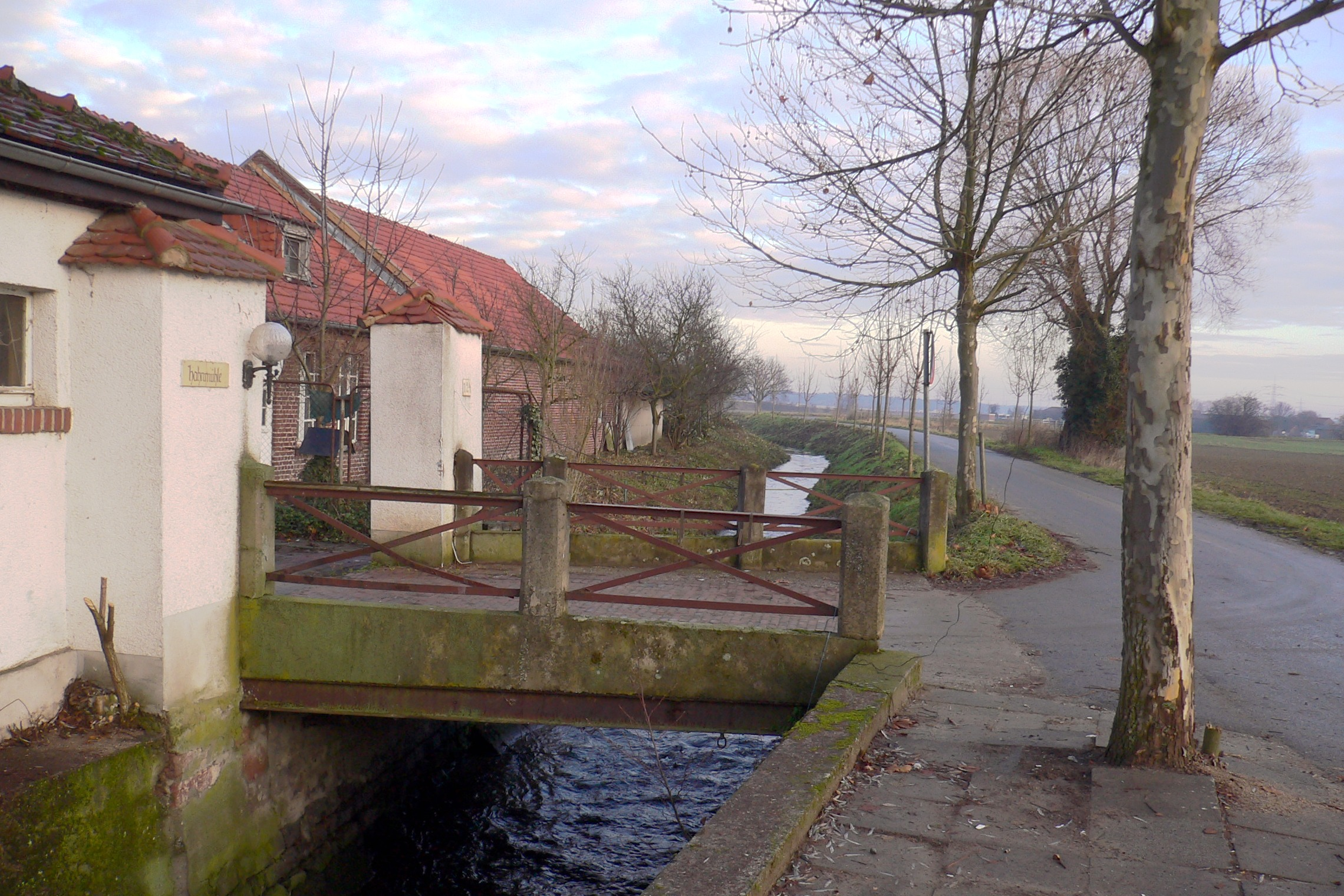
Die Modau an der Hahnmühle bei Pfungstadt

Zu den heute noch als Mühlen bekannten Gebäuden entlang der Modau gehören:
- Neumühle in Brandau

Die erste Mühle nach der Modauquelle war eine Getreidemühle. Heute wird mit einem Wasserrad mit 7,6 m Durchmesser Strom erzeugt.
- Alte Mühle in Ernsthofen

Ehemalige Getreidemühle.
- Alte Schloßmühle unterhalb Nieder-Modau

Ehemalige Getreidemühle, die als Schaumühle noch zu besichtigen ist.
- Neue Schloßmühle oberhalb Ober-Ramstadt

Ist als große Getreidemühle in Betrieb.
- Hammermühle im Zentrum von Ober-Ramstadt

Ehemaliger Eisenhammer und Getreidemühle. Im Mühlentrakt gibt es eine Gaststätte. Mühlrad und Getreidemahlwerk sind zu besichtigen.
- 4 Schachenmühlen in Ober- und Nieder-Ramstadt

Ehemalige Getreidemühlen. Sie gehörten vor dem Dreißigjährigen Krieg alle zu Nieder-Ramstadt, später nur die 4te. Auf dem Gelände war ab 1900 der Industriebetrieb Wacker und Dörr angesiedelt. Heute beherbergt die „Wacker-Fabrik“ Kunsthandwerk, Gewerbe, Gastronomie und Wohnanlagen.
- 3 Quicksmühlen in Nieder-Ramstadt

Ehemalige Getreidemühlen, benannt nach dem Müller Heinrich Quicke, später Gewerbebetriebe.
- Brückenmühle in Nieder-Ramstadt

Ehemalige Getreidemühle, später Elektrizitätswerk. An ihrer Stelle steht heute das Rathaus und Bürgerzentrum von Mühltal.
- Anstaltsmühle, früher Grünigsmühle in Nieder-Ramstadt

Ehemalige Getreidemühle, die ab 1909 von der Nieder-Ramstädter Diakonie betrieben wurde (daher Anstalt). Sie brannte 1970 ab.
- 2 Bruchmühlen in Nieder-Ramstadt

Ehemalige Getreidemühlen, später landwirtschaftliche Betriebe, heute Wohn- und Gewerbeimmobilien.
- Papiermühle in Nieder-Ramstadt

Heute Illig'sche Papierfabrik, ist als ältestes Industrieunternehmen im ehemaligen Hessen-Darmstadt seit 1695 in Betrieb.
- Pulvermühle in Nieder-Ramstadt

Ehemalige Schießpulvermühle (1852 explodiert) und spätere Getreidemühle. Die Mühle wurde 2006 von Mühlenliebhabern restauriert. Das Wasserrad ist voll funktionsfähig und wird zur Stromerzeugung genutzt.
- Schleifmühle in Nieder-Ramstadt

Ehemalige Spiegelglas-Schleifmühle und spätere Getreidemühle. Sie wurde von der alten Bohlenmühle abgetrennt und ist mit dieser baulich verbunden. Heute dient das Gebäude als Schule (heilpädagogische Christopherusschule).
- Alte Bohlenmühle in Nieder-Ramstadt

Ehemalige Getreidemühle. Der Name stammt von einem ehemaligen Besitzer: Heinrich von Bohlen zu Bohlendorf. Heute beherbergt sie einen Handwerkerhof.
- Neue Bohlenmühle in der Mordach

Ehemalige Getreidemühle und spätere Sägemühle, die bis in die Zwischenkriegszeit in Betrieb war. Heute beherbergt sie eine Wohnanlage.
- Engelsmühle in der Gemarkung Eberstadt

Ehemalige Getreidemühle am Beerbach (Mordach), kurz bevor diese in die Modau mündet
- Koppenmühle in der Gemarkung Eberstadt

Ehemalige Getreidemühle, benannt nach dem Müller Heinrich Kop. Heute nutzt eine Turbine die Wasserkraft zur Stromgewinnung.
- Alte und Neue Kaisermühle in der Gemarkung Eberstadt

Ehemalige Getreidemühlen.
- Obere und Untere Wiesenmühle am Ortseingang von Eberstadt
- Eschollmühle in Eberstadt

Ehemalige Getreidemühle.
- Hahnmühle in Pfungstadt

Beherbergt heute einen Bauernhof und ist Sitz einiger Firmen.

## Historische Hochwasser
Die größten überlieferten Hochwasser der letzten Jahrhunderte datieren auf die Jahre 1663, 1731, 1879, 1880, 1893, 1908, 1919, 1931, 1939, 1965. Im Jahr 1919 führte ein plötzlich eintretendes Unwetter mit starkem Hagelschlag innerhalb einer halben Stunde zur schlimmsten Hochwasserkatastrophe der Modau im letzten Jahrhundert. Durch die Kanalisierung der Modau nach dem letzten großen Hochwasser ist mit solchen Überschwemmungen allerdings nicht mehr zu rechnen.